# Samnaunské Alpy
Samnaunské Alpy jsou poměrně malá horská skupina (550 km²) rozkládající se na území Rakouska (Tyrolsko) a Švýcarska (Graubünden). Tvoří geologický předěl mezi Severními vápencovými Alpami a Centrálními krystalickými Alpami. V Rakousku se pohoří představuje jako jeden dlouhý hřeben, ležící západně od řeky Inn. Nejvyšším vrcholem je Muttler (3 294 m), ležící ve švýcarské části (Samnaun je bezcelní zóna s volným přístupem). Nejvyšším vrcholem rakouské části hor je Vesulspitze (3 089 m).

## Poloha
Od pohoří Silvretta dělí pohoří na jihozápadě tok řeky Brancia a dolina Fimbertal. Východ a jih je jasně vymezen tokem Innu. Severní hranici tvoří údolí Paznautal, které dělí Samnaun od sousedního masivu Verwall.

## Členění a vrcholy
Pohoří Samnaun se dělí na tři části: Severní hřeben, centrální část a jižní část, ve které se nacházejí nejvyšší vrcholy pohoří, včetně nejvyššího štítu Muttler.
Nejvyšší vrcholy
| Jméno                             | Země       | Výška   |
| --------------------------------- | ---------- | ------- |
| Muttler                           | Švýcarsko  | 3 294 m |
| Stammerspitze                     | Švýcarsko  | 3 254 m |
| Piz Mundin, severovýchodní vrchol | Švýcarsko  | 3 146 m |
| Clucher dal Mundin                | Švýcarsko  | 3 120 m |
| Piz Mundin, střední vrchol        | Švýcarsko  | 3 115 m |
| Piz Mundin, jihozápadní vrchol    | Švýcarsko  | 3 106 m |
| Vesilspitze                       | Švýcarsko  | 3 097 m |
| Vesulspitze                       | Rakousko   | 3 089 m |
| Piz Malmurainza                   | Švýcarsko  | 3 038 m |
| Hexenkopf                         | Rakousko   | 3 035 m |
| Sulnerspitz                       | Švýcarsko  | 3 034 m |
| Furgler                           | Österreich | 3 004 m |

## Chaty
- Ascher Hütte (2 256 m)
Otevřena od poloviny září a v zimě dle potřeby, kapacita 40 lůžek, winterrraum s 10 místy, výstup: obec See, od lanovky Medrig-Alm (2 hod.)
Chata byla vybudována roku 1896 alpským spolkem z Aše v západních Čechách, po němž je pojmenována.
- Hexenseehütte (2 588 m)
Otevřena od července do 10. září a v zimě do Velikonoc, kapacita 28 lůžek, winterraum jen pro 2 osoby, výstup: Serfaus (5 hod.)
- Kölner Haus (1 965 m)
Otevřena od poloviny června do poloviny září a v zimě od poloviny prosince do Velikonoc, kapacita 48 lůžek a 18 míst ve winterraumu, výstup: Serfaus (1,5 hod.)